# Tigger
Tigger es un personaje antropomórfico de los libros de A. A. Milne que apareció por primera vez en el libro The House at Pooh Corner (1928). También aparece en las diversas adaptaciones animadas de Disney, incluyendo su participación protagonista en el largometraje La película de Tigger (2000).

## Caracterización
Se reconoce fácilmente por su color naranja con rayas negras, ojos pequeños y brillantes, una gran barbilla, cola larga y elástica que utiliza como resorte para rebotar, y su personalidad divertida. Como los demás personajes compañeros de Winnie the Pooh, Tigger es uno de los muñecos de peluche de Robin.

## Literatura
Tigger se presenta en el Capítulo II de The House at Pooh Corner, cuando llega a la puerta de Winnie-the-Pooh en medio de la noche, anunciándose con un rugido estilizado. La mayor parte del resto de este capítulo se trata de  la búsqueda de los personajes de un alimento que Tigger pueda desayunar; a pesar de que Tigger afirma que le gusta "todo", rápidamente se demuestra que no le gusta la miel, las bellotas, los cardos ni la mayoría de los alimentos de la despensa de Kanga. Sin embargo, en una feliz coincidencia, descubre que lo que más le gusta a Tiggers es el extracto de malta, que Kanga tiene a mano porque se lo da a su bebé, Roo, como "medicina fortalecedora".
Posteriormente, Tigger reside con Kanga y Roo en su casa en la parte del Bosque de los cien acres  cerca de Sandy Pit. Se hace muy amigo de Roo (para quien se convierte en una especie de hermano mayor), y Kanga lo trata de la misma manera que trata a su propio hijo. Tigger también interactúa con entusiasmo con todos los demás personajes, a veces demasiado entusiasta para personajes como Conejo, que a veces se exaspera por los constantes rebotes de Tigger, Igor, una vez es arrojado al río por Tigger, y Piglet, siempre parece un poco nervioso con  el nuevo animal grande y saltarín del bosque. No obstante, se demuestra que todos los animales son amigos.
Además del capítulo II, Tigger también aparece en los capítulos IV, VI, VII, IX y X de el Rincón de Pooh, y se menciona y se ve en el capítulo V que es el único personaje principal nuevo que se presenta en The House. en Pooh Corner; todos los demás se habían establecido en el libro anterior, Winnie-the-Pooh.

## Los rasgos de personalidad
La evaluación que él hace de sus propias habilidades es siempre exagerada. Es alegre, extrovertido, la competencia la ejerce de una manera amigable, y tiene plena confianza en sí mismo. Algunas de las cosas que afirma Tigger acerca de lo que puede hacer incluye volar, saltar más lejos que un canguro, nadar, y trepar a los árboles. En realidad, nunca intenta cualquiera de las tres primeras cosas en el curso de la historia, pero sí trata de subirse a un árbol. Lo único que consigue a mitad de camino, es ser capaz de subir, pero no de bajar de nuevo.
Es tan seguro de si mismo que lo hace todo como si nadie mirara

## Versión de Disney
La personalidad de Tigger en la adaptación de dibujos animados de Disney se parece mucho a su personalidad en el libro. Él es muy seguro y tiene un ego muy desarrollado, a menudo se considera a sí mismo como un ser guapo, y algunos de sus otros comentarios sugieren que tiene una alta opinión de sí mismo. A menudo se compromete con gusto para hacer una tarea para luego darse cuenta de que no era tan fácil como él había imaginado. Como en los libros, nunca se refiere a sí mismo como un tigre, sino como un Tigger. Cuando Tigger se presenta a sí mismo, a menudo dice que la forma correcta de escribir su nombre es: "TI-doble-guh-err" (T, I, GG, ER). Otro de los rasgos de personalidad notable de Tigger es su costumbre de pronunciar mal varias palabras o sílabas, por ejemplo, pronuncia "villano" como "Villy-UN", "ridículo" como "ridicarus", y "reconocer" como "re-COGA-Niza". En Las Nuevas Aventuras de Winnie the Pooh, tiene un alter ego conocido como El delincuente enmascarado (Una mala pronunciación de "vengador enmascarado"), que aparece en cuentos de Christopher Robin. También hay que recalcar que tiene una gran energía.  
En el 2000 Disney produjo La película de Tigger, en la que se narra la búsqueda de sus familiares. Este es el primer y único largometraje de Winnie Pooh donde Tigger es el protagonista.
El Tigger de Disney es también recordado por su canción Lo maravilloso de los Tiggers, cuando hizo su primera aparición.

#### Relación con otros personajes
Tigger es un personaje que suele relacionarse bastante bien con sus amigos. Sin embargo, suelen destacar las interacciones con Winnie the Pooh, Conejo y Rito.
Con Winniethe  Pooh tanto en los libros como en los largometrajes Tigger es un gran amigo de Winnie the Pooh y suele contrastar la energía y animo de Tigger con la pereza y serenidad de Winnie the Pooh.
Tigger al menos en los cortometrajes tiene una relación muy especial con Conejo ya que suelen ser una amistad de amor odio donde en muchos casos se les ve peleando por lo contrastante del orden y disciplina de Conejo con la gran energía y espontaneidad de Tigger. A pesar de esto son igual o incluso más las veces en donde Tigger y Conejo trabajan juntos y se demuestra el gran cariño que se tienen. Al final son grandes amigos.
En los cortometrajes Tigger crea una gran relación con Rito. Hasta cierto punto Tigger llega a ser una figura paternal para Rito de muchos modos. Esto se demuestra en muchos largometrajes.
- Datos: Q4446039
- Multimedia: Tigger / Q4446039